# Jezioro Myczkowskie
Jezioro Myczkowskie (Zbiornik Myczkowiecki, Jezioro Myczkowieckie) – zbiornik retencyjny położony w województwie podkarpackim, na Sanie. Budowę prowadzono w latach 1921–1925, a następnie w latach 1956–1960 podwyższono zaporę i dokończono budowę elektrowni.

## Historia i charakterystyka
Jezioro Myczkowskie jest sztucznym zbiornikiem wodnym o powierzchni ok. 2 km², głębokości od 5 do 15 m i pojemności 11 mln m³. Wokół jeziora znajdują się tereny o walorach turystycznych i uzdrowiskowych. Zbiornik powstał jako część Zespołu Elektrowni Wodnych Solina-Myczkowce i pełni rolę zbiornika wyrównawczego.
Projekt wykorzystania pętli Sanu koło Myczkowiec powstał w 1921 roku. Autorem był profesor K. Pomianowski. Przewidywał on wybudowanie zapory o wysokości około 15 m, a następnie ujęcie wody kanałem otwartym i sztolnią bezciśnieniową oraz elektrowni o mocy 3,51 MW i produkcji średniej rocznej około 19 mln kWh. Przewidywany do wykorzystania spad wynosił 14 m. Budowę prowadziło w latach 1921–1923 francusko-belgijskie Towarzystwo Akcyjne Elektrosan. Wobec braku funduszy, budowę przerwano w 1925 roku, choć brakowało do zakończenia zaledwie 300 tys. zł. Wykonany i zapłacony był m.in. tzw. jaz Stoneya. Wykonana była część zapory, kanał z ujęciem, sztolnia oraz fundamenty elektrowni.
Po zakończeniu II wojny światowej przystąpiono ponownie do projektowania zbiornika i elektrowni wodnej w Myczkowcach w warszawskim biurze Projektów Siłowni Wodnych, Projekt przewidywał częściowe wykorzystanie wykonanych już obiektów. Piętrzenie zapory podniesiono, dzięki czemu pojemność zbiornika wzrosła do 10,9 mln m³, a moc elektrowni do 8,3 MW. Na podstawie tego projektu rozpoczęto 1956 roku ponownie budowę. Generalnym wykonawcą było Krakowskie Przedsiębiorstwo Budownictwa Wodno-Inżynieryjnego, a podwykonawcami: Elektromontaż-Południe, Elektrobudowa, Mostostal i inne. Dwa turbozespoły z turbinami Kaplana o mocy 4150 kW przy 300 obr./min dostarczone zostały przez firmę Ganz Mavag z Węgier. Generatory miały moc 5200 MVA. Budynek elektrowni usytuowany jest na końcu sztolni w miejscowości Zwierzyń.
Jezioro Myczkowskie tworzy zapora ziemna o długości 386 m. Szerokość korony zapory wynosi 9 m, maksymalna szerokość w podstawie 108 m, a wysokość 17,5 m. Usypana jest z pospółki żwirowo-piaskowej z dużą zawartością części ilastych i pylastych. Szczelność zapewnia jądro ilaste znajdujące się w środkowej części korpusu. Zapora w środku posiada betonową część przelewową zamykaną zamknięciami segmentowymi. Część betonowa składa się z przelewów oraz ujęcia wody do sztolni elektrowni. Nad przelewami znajduje się most drogowy szerokości 4 m.

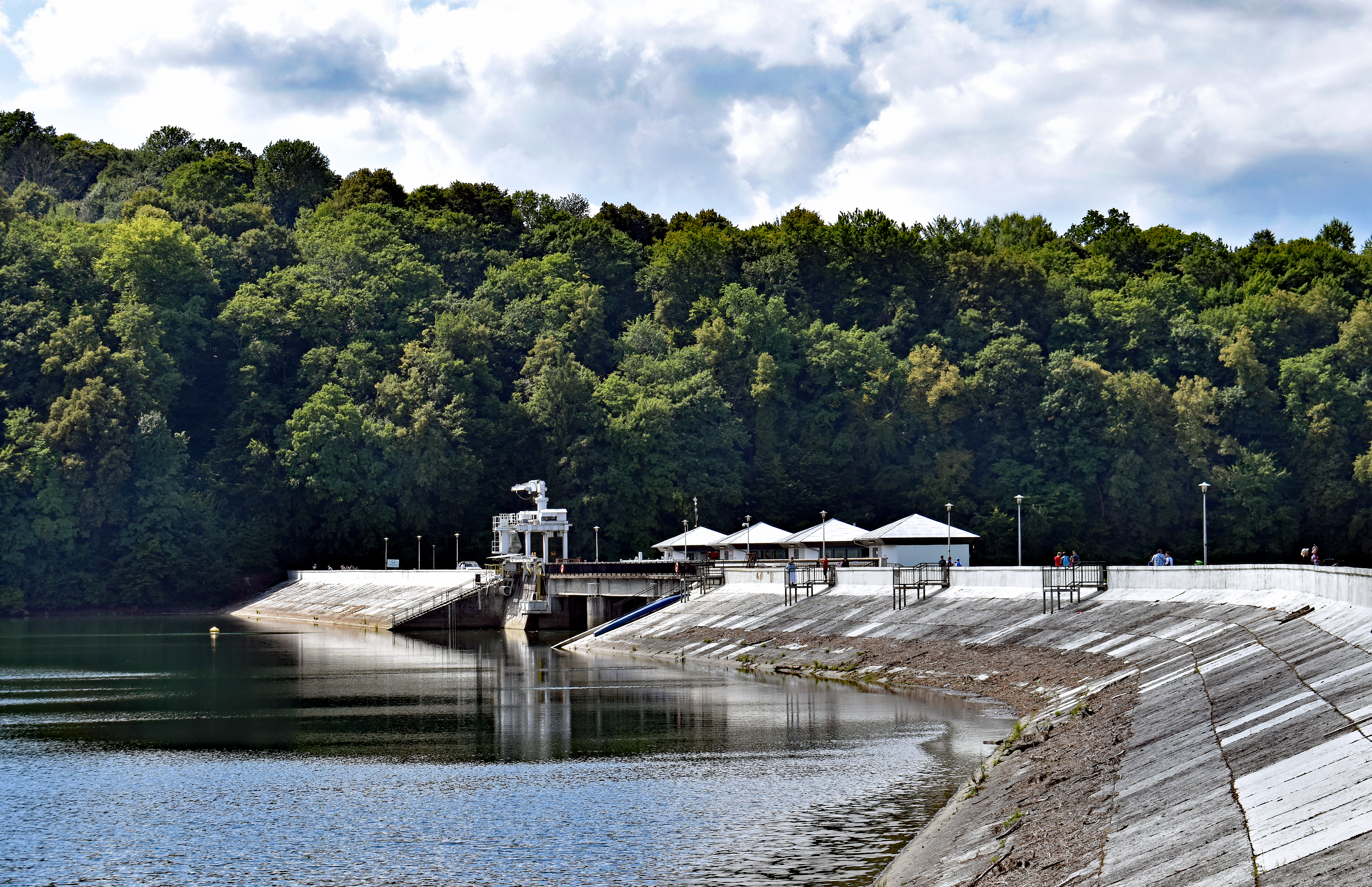
Zapora widziana od strony zalewu z prawego brzegu.
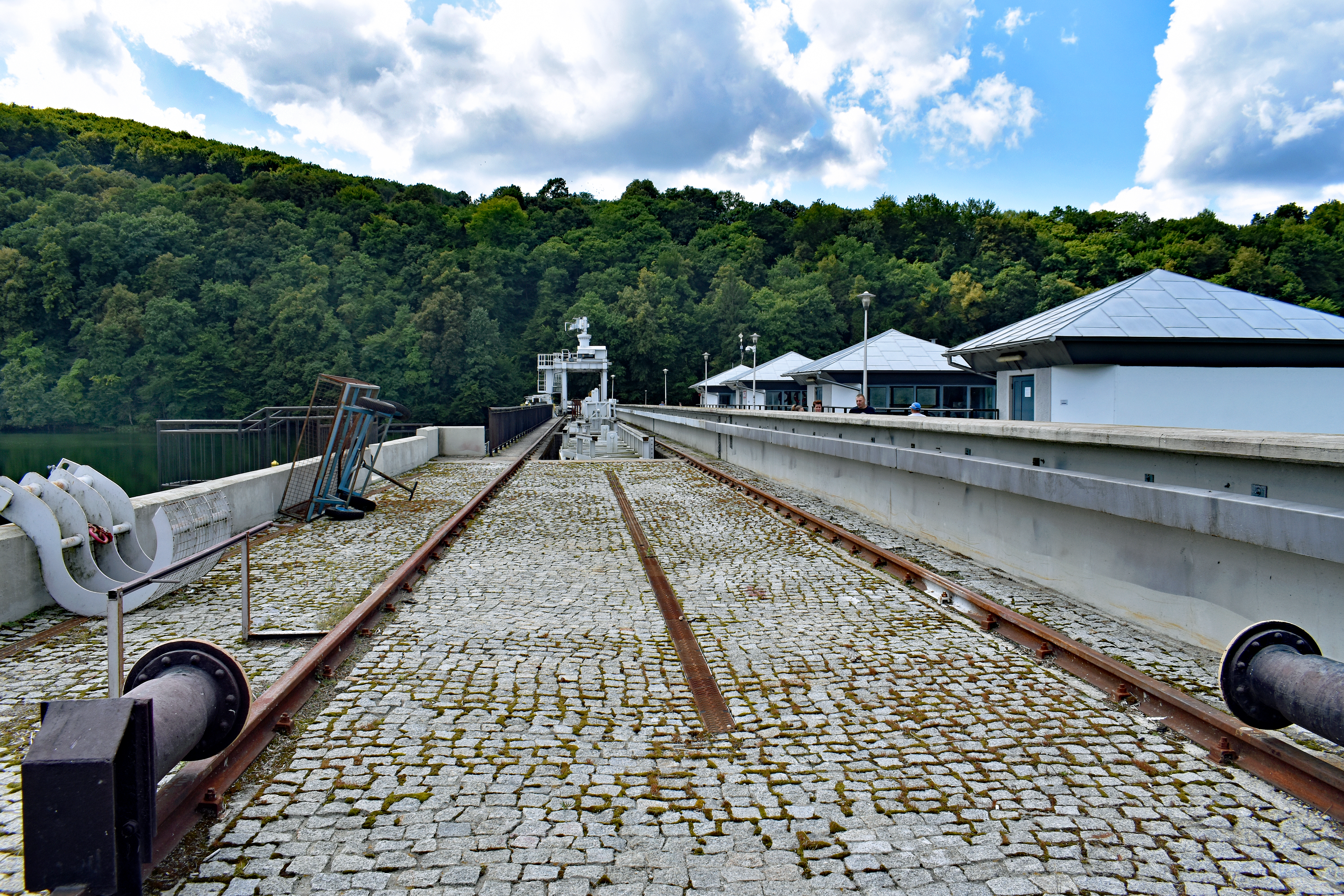
Urządzenia zapory.